# デス・レース
『デス・レース』（原題: Death Race）は、2008年のアメリカ映画。カルト的な人気を誇った『デス・レース2000年』のリメイクである。
オリジナル版同様、B級映画の帝王と称されるロジャー・コーマンがプロデューサーを務め、オリジナル版で主演"フランケンシュタイン"を務めたデヴィッド・キャラダインが、先代"フランケンシュタイン"の声でカメオ出演している。本作ではオリジナル版とはレースの趣旨が違い、人を轢き殺すことで点数を稼ぐというルールはなく、レーサーたちによるデスマッチに留められている。

## あらすじ
2012年、経済的危機に陥り治安が悪化したアメリカ。民営化された刑務所では囚人に武装カーによる過激なレースを行わせ、それをネット中継するというデス・レースが人気を呼んでいた。レースで勝利したものには自由が与えられるが、負けた者は無惨な死が待っている。ある日、妻殺しの冤罪で投獄された元レーサーのジェンセンは前回のレースで戦死した人気レーサーである"フランケンシュタイン"としてデス・レースに参加することになる。
彼の前に立ちはだかるのは、先代"フランケンシュタイン"を殺害した黒人で同性愛者のマシンガン・ジョー、刑務所内の"白人同盟"のリーダーであるパチェンコ、中華系のインテリ犯罪者14K、全身に刺青を入れ刑務所長を崇拝するグリム、ジェンセンと同じ元レーサーで、飲酒運転による傷害致死で服役中のコルト、その他カーソン、リギンス、サイアドといった凶悪犯ばかりのレーサー達。助手席に乗るナビゲーターの美女ケースとともに、ジェンセンは凄惨なレースを生き残っていくうちに、そもそもの原因である妻殺しの真相にたどり着く。

## 登場人物
ジェンセン・エイムズ
ターミナル島刑務所の囚人。元レーサー。妻と幼い娘と暮らしていたが、働いていた製鉄所が閉鎖された夜に妻が何者かに殺害され、その罪を着せられた。ヘネシーとの取引で新たな"フランケンシュタイン"としてデス・レースに参加することになる。
クレア・ヘネシー
ターミナル島刑務所の所長。デス・レースを取り仕切っている。レースに参加する囚人の命を何とも思っていない冷酷な性格。
ジョセフ・"マシンガン・ジョー"・メイソン
ターミナル島刑務所の囚人であり、デス・レースの参加者。黒人のゲイ。誰かを殺すたびに自らの顔に傷を残している。先代"フランケンシュタイン"をレースで殺害した。
コーチ
ターミナル島刑務所の囚人。ジェンセンのチームのヘッドメカニック。デス・レースについて多くのアドバイスをジェンセンに送る。実は仮釈放の身だが、外の世界への恐怖心から刑務所に留まり続けている。
エリザベス・ケース
女性刑務所の囚人。ジェンセンの車にナビゲーターとして同乗する。警察官の夫を殺害した罪で逮捕された。
スロボ・パチェンコ
ターミナル島刑務所の囚人であり、デス・レースの参加者。ロシア人。刑務所内の白人同盟のリーダー。新入りのジェンセンに挑発的な態度を取る。
T.ウーリック
ターミナル島刑務所の看守長。ヘネシーの腹心。
リスト
ターミナル島刑務所の囚人。ジェンセンのチームのメンバー。他の囚人の情報をリストアップしている。
ガナー
ターミナル島刑務所の囚人。ジェンセンのチームのメカニック。
トラヴィス・コルト
ターミナル島刑務所の囚人であり、デス・レースの参加者。元NASCARドライバーだが、酒とドラッグによる危険運転で死傷者を出し服役している。
ヘクター・グリム
ターミナル島刑務所の囚人であり、デス・レースの参加者。通称「死神（グリム・リーパー）」。終身刑を3回受けている、反社会性人格障害者。刑務所長であるヘネシーを神と崇拝している。
14K
ターミナル島刑務所の囚人であり、デス・レースの参加者。中国系アメリカ人。チャイニーズマフィア「三合会」の10代目。ビジネススクールに通い、MITの経営修士号を取得したインテリ。
先代"フランケンシュタイン"
ターミナル島刑務所の囚人。デス・レースの人気レーサーだったが、冒頭でマシンガン・ジョーに殺害される。過去のレースで負った顔の怪我を隠すためマスクを被っている。

## キャスト
| 役名                                       | 俳優                     | 日本語吹き替え                                                          |
| ------------------------------------------ | ------------------------ | ----------------------------------------------------------------------- |
| ジェンセン・エイムズ／フランケンシュタイン | ジェイソン・ステイサム   | 山路和弘                                                                |
| クレア・ヘネシー                           | ジョアン・アレン         | 小山茉美                                                                |
| マシンガン・ジョー・メイソン               | タイリース・ギブソン     | 竹田雅則                                                                |
| コーチ                                     | イアン・マクシェーン     | 小川真司                                                                |
| エリザベス・ケース                         | ナタリー・マルティネス   | 木下紗華                                                                |
| スロボ・パチェンコ                         | マックス・ライアン       | 青山穣                                                                  |
| T.ウーリック                               | ジェイソン・クラーク     | 牛山茂                                                                  |
| リスト                                     | フレデリック・コーラー   | 遠藤純一                                                                |
| ガナー                                     | ジェイコブ・バルガス     | 北沢力                                                                  |
| トラヴィス・コルト                         | ジャスティン・マダー     |                                                                         |
| ヘクター・グリム                           | ロバート・ラサード       |                                                                         |
| 14K                                        | ロビン・ショウ           | 中川慶一                                                                |
| 先代"フランケンシュタイン"                 | デヴィッド・キャラダイン | 木村雅史                                                                |
| その他                                     | N/A                      | 斉藤次郎 駒谷昌男 藤井啓輔 奈良徹 居谷四郎 佐藤健輔 世戸さおり 若宮春奈 |
| 日本語版制作スタッフ                       |                          |                                                                         |
| 演出                                       | 演出                     | 伊達康将                                                                |
| 翻訳                                       | 翻訳                     | 林完治（字幕） 加藤真由美（吹替）                                       |
| 制作                                       | 制作                     | 東北新社                                                                |

## 登場車
本作で使用される車はリメイク元と違い、実在の車に防弾装甲や機関銃やミサイルランチャーなどを装備したデザインとなっている。剣のプレートを踏むと前方への攻撃用の銃火器、盾のプレートを踏むと後方への迎撃用の装備がアンロックされる。緊急時に備え全ての車両の武器をロックする｢キル・スイッチ｣を司令室が有している。
- フォード・マスタングGT（先代"フランケンシュタイン"及び、ジェンセンの車[2]）

ボンネットに2挺のM134ミニガンが搭載されており（冒頭のレースでは3挺のグロスフスMG42機関銃）、剣のプレートを踏むとそれらが使用可能になる。盾のプレートを踏むとスモーク（煙幕）、ナパーム（焼夷弾）、オイルが使用可能になるほか、リア部の厚さ15cmの鉄板｢墓石｣は緊急時にはタンクが剥き出しになる代わりに実体弾としてパージすることも可能。終盤にはキル・スイッチ対策でタンクを焼夷弾代わりに射出する機能とその代わりの1.9Lのサブタンクが追加された。
- ダッジ・ラム（マシンガン・ジョーの車）

ボンネットに4挺のブローニングM1919A4、両サイドに一対のM61 バルカンを搭載している。優勝者を決める第3レースのみ、ルーフに6挺のRPG-7を搭載する。
- ビュイック・リヴィエラ（パチェンコの車）

ボンネットに4挺のMG34機関銃、グリル付近に2挺のPPSh-41と2挺のウージー9mm短機関銃、リア部装甲に3挺のブローニングM1919A4機関銃を搭載している。
- ポルシェ 911（14Kの車）

フロントに2挺のMG42機関銃と4連装ロケットランチャー、両サイドに5対の迫撃砲、リアウィンドウに4発の対地ミサイルを搭載している。
- ジャガー・XJS（コルトの車）

ボンネットに2挺のブローニングM2HB重機関銃を搭載している。
- クライスラー・300C（グリムの車）

ボンネットに3挺のFN MAG機関銃、ルーフにロケットランチャーを搭載している。
- ポンティアック・トランザム（カーソンの車）

ルーフにM1919A4機関銃、リアウィンドウにM134ミニガンを搭載している。
- ビュイック・リヴィエラ・ボートテール（リギンスの車）

助手席に2挺のブローニングM37を、リア部装甲に六方手裏剣型の撒菱の敷設装置を搭載している。
- BMW・E32（サイアドの車）

複座型航空機風の改造がなされ、元々助手席があった位置に大型のフラッシュハイダー付きM134ミニガンを搭載している。
- ピータービルト・359（武装トレーラー）

通称「戦艦（ドレッドノート）」。所長が刑務所内で囚人立ち入り禁止にして造らせた武装トレーラー。荷台部分はタンクローリーを改造したもので、リアにM1エイブラムス主力戦車の105mm主砲、サイドにミニガンと火炎放射器、車体上部にブローニングM2重機関銃、ホイールにはパンクスピナーが装備されている。第2レース中盤に乱入し、参加者をジェンセン、ジョーの2名を残し虐殺。しかし2人の罠に嵌り、ドクロマークにより出現したバリケードにフルスピードで突っ込んで呆気なく大破した。
- フォード・クラウンビクトリア ポリスインターセプター（警備車両）

刑務所の警備車両。終盤、脱獄したジェンセン、ジョーの2名を数台が追跡するも所詮は無改造のセダンであり、刑務所の橋の上でジェンセンが放った燃料タンクに衝突、爆発し全台が大破した。